# Sgurr na Banachdaich
Sgurr na Banachdaich är en bergstopp i Storbritannien.   Den ligger i kommunen Highland och riksdelen Skottland, i den nordvästra delen av landet, 700 km nordväst om huvudstaden London. Toppen på Sgurr na Banachdaich är 965 meter över havet. Sgurr na Banachdaich ligger på ön Skye. Den ingår i Cuillin Hills.
Terrängen runt Sgurr na Banachdaich är huvudsakligen kuperad, men åt sydost är den bergig.